# Нароватовське сільське поселення
Нарова́товське сільське поселення (рос. Нароватовское сельское поселение) — муніципальне утворення у складі Теньгушевського району Мордовії, Росія. Адміністративний центр — село Нароватово.

## Населення
Населення — 355 осіб (2019, 482 у 2010, 524 у 2002).

## Склад
До складу поселення входять такі населені пункти:
| Населений пункт  | Населення, осіб (2002) | Населення, осіб (2010) |
| ---------------- | ---------------------- | ---------------------- |
| Баєво, присілок  | 172                    | 176                    |
| Вяжга, селище    | 36                     | 28                     |
| Нароватово, село | 308                    | 276                    |
| Шелубей, селище  | 8                      | 2                      |